# هیاهوی نوجوانی
هیاهوی نوجوانی (群青のファンファーレ Gunjō no Fanfāre) یک سریال تلویزیونی انیمه ژاپنی است که توسط Lay-duce و Aniplex تولید شده است و از آوریل تا ژوئن ۲۰۲۲ پخش شد.
این انیمه اولین بار در شهریورماه ۱۴۰۲ از شبکه امید پخش شد.

## داستان
ماجرا دربارهٔ پسری است به نام یو آریمورا که یک خواننده معروف است و با نام آقای دکتر شناخته می‌شود. او برای خود نام و شهرتی دست و پا کرده اما از این وضعیت ناراضی است؛ او از شلوغی خسته شده و می‌رود دور از همه این‌ها در یک باشگاه سوارکاری ثبت نام می‌کند.

## بازخوردها
این اثر عموماً نقدهای متفاوتی را از منتقدان دریافت کرده است. تدی کامبوسا از Anime Corner از عدم تمرکز سریال بر جنبه‌های اسب دوانی نمایش و همچنین نوشتن داستان و شخصیت‌ها انتقاد کرد. نیکلاس دوپری از شبکه خبری انیمه نیز احساسات مشابهی را به اشتراک گذاشت و از این سریال به عنوان بدترین فصل پخش آن نام برد و اظهار داشت: «هیچ چیزی در مورد آن وجود ندارد که بتوانم آن را به عنوان «خوب» توصیف کنم، به جز برخی تصاویر جدا شده توسط کارگردان با استعداد آن." صداپیشگی ناتسوکی هانائه نیز مورد انتقاد قرار گرفت، به طوری که تدی کامبوسا از Anime Corner آن را «شدید و سنگین» و گریسی کیو Gracie Qu از Anitrendz آن را «غیرطبیعی» توصیف کرد، زیرا او شخصیتی را صداپیشگی می‌کرد که قرار بود به دو زبان مسلط باشد.